# Linnéa Bucht
Anna Linnéa Elisabeth Bucht, född Sidner 7 oktober 1860 i Härnösand, död där 1 oktober 1945, var en svensk ämneslärare och rösträttsaktivist. Hon var dotter till Anders Sidner, hustru till Wilhelm Bucht samt mor till Gösta och Torsten Bucht.
Linnéa Bucht var utbildad vid Högre lärarinneseminariet i Stockholm och tjänstgjorde mellan 1882 och 1922 som ämneslärare vid Härnösands elementarläroverk för flickor.
Hon var verksam i kampanjen för införandet av kvinnlig rösträtt i Sverige och ordförande för Föreningen för kvinnans politiska rösträtt i Härnösand 1904–1910. 